# Гавриш Олександр Васильович
Олекса́ндр Васи́льович Га́вриш (народився 19 січня 1956 у м. Скадовськ, Херсонська область, УРСР) — український громадський і політичний діяч. Міський голова м. Скадовська (2006).

## Біографія
Народився 19 січня 1956 року в місті Скадовську Херсонської області УРСР. У 1972 році закінчив Скадовську середню школу № 1. Вищу освіту здобув у Херсонському педагогічному інституті (ХПІ). Після завершення навчання, з серпня 1978 року по травень 1981 року служив у Збройних силах СРСР.
З травня 1981 року працював у органах комсомольської організації. З 1982 року по 1984 рік навчався у Київській вищій партійній школі і отримав диплом про закінчення другої вищої освіти. Працював у комсомольських, профспілкових, партійних і державних органах Бериславського району Херсонської області.
З вересня 1996 року по квітень 2005 року працював заступником голови, керівником апарату Скадовської районної державної адміністрації. З вересня 2005 року по квітень 2006 року працював керівником Скадовським відділенням ХФ АБ «Брокбізнесбанк». У квітні 2006 року обраний міським головою м. Скадовська.
Одружений, має сина і доньку.